# Arquetip amatori
Un arquetip amatori és una manera de sentir amor, postulada per John Lee i ampliada per Clyde i Susan Hendrick. També rep el nom de "colors" de l'amor. En psicologia social s'usen diversos tests per determinar quin tipus d'amor predomina en una relació i ajudar a la teràpia dels seus membres.

## Eros
Eros correspon a l'amor passional, basat en l'atracció, el sexe i el sentiment de connexió immediata. Sol correspondre als primers estadis de la relació amorosa i als estereotips del romanticisme.
Aquest amor és un dels més estudiats per la tradició. Per a Freud era una pulsió que explicava la libido i gran part dels actes humans. Ha estat condemnat per la religió per ser considerat un amor proper als animals, basat en el cos i no en l'esperit.

## Ludus
Ludus lliga amor i joc, és el propi de les relacions amb risc, com els amants i els aventurers de la literatura. Sol estar lligat a relacions curtes i intenses, sense compromís, amb un fort contingut sexual. Es recrea en la seducció de la parella i en l'exhibició del potencial propi.

## Storge
És l'amor entre companys, que neix de l'amistat. Pot continuar després de la ruptura de la cohabitació i es basa en l'afinitat personal entre els membres de la parella. La lleialtat, la comunicació i la confiança són els trets més valorats de la relació. Acostuma a correspondre a relacions madures o que porten un llarg període d'acoblament.

## Pragma
És l'amor pràctic, basat en la raó, en els avantatges que aporta la relació al subjecte. Es basa en la valoració de virtuts i defectes de l'altre per aconseguir una base comuna d'enteniment i l'autorrealització. És el menys passional dels amors i està present als matrimonis del segle xix en la literatura o en les relacions molt consolidades.

## Mania
La mania és un amor possessiu que sorgeix d'una baixa autoestima. Són relacions amb enveja i regles dures per a un dels membres, amb una desigualtat gran entre els rols de cadascú. Pot portar a trastorns compulsius, maltractaments o assetjaments per l'afany de control de l'altre, vist com una font de seguretat insubstituïble

## Àgape
L'àgape lliga amor i compromís o sacrifici. Té connotacions religioses o heroiques i correspon a les parelles que han de superar greus obstacles o circumstàncies adverses per a un dels membres. És l'altre estereotip romàntic, juntament amb l'eros.